# Euselasia geon
Euselasia geon är en fjärilsart som beskrevs av Adalbert Seitz 1913. Euselasia geon ingår i släktet Euselasia och familjen Riodinidae. Inga underarter finns listade i Catalogue of Life.